# رودخانه گوآویاره
رودخانه گوآویاره (به انگلیسی: Guaviare River) رودخانه‌ای است که در کلمبیا جریان دارد.